# جان ویت
جانتان «جان» وُیت یا جانتان «جان» وویت (به انگلیسی: Jon Voight) (زادهٔ ۲۹ دسامبر ۱۹۳۸) هنرپیشه آمریکایی است. او یک بار برنده و چهار بار نامزد جایزه اسکار شده‌است. او همچنین چهار بار برنده جایزه گلدن گلوب شده‌است. او پدر آنجلینا جولی و جیمز هیون است.
وویت برای بازی در فیلم بازگشت به وطن جایزه اسکار دریافت کرده‌است. وی همین‌طور نامزد جایزه اسکار برای بازی در دو فیلم گاوچران نیمه شب و قطار فرار بوده‌است.

## دیدگاه سیاسی
در جوانی دیدگاه‌های سیاسی او لیبرال بود و از رئیس جمهور جان اف. کندی حمایت می‌کرد. او در دهه ۱۹۷۰ در کنار جین فوندا و لئونارد برنستاین در حمایت از گروه چپگرای اتحاد مردمی در شیلی ظاهر می‌شد.
به هر ترتیب در سالیان اخیر وویت دیدگاه‌های محافظه‌کارانه اختیار کرده‌است. او در سال ۲۰۰۸ در مقاله‌ای در واشینگتن تایمز از کنشگری ضد جنگ خود در جوانی افسوس خورد و آن را نتیجهٔ «پروپاگاندای مارکسیستی» خواند. او مشخصاً به نقض انبوه حقوق بشر در ویتنام و کامبوج در پی عقب‌نشینی آمریکا اشاره کرد.
در مارس ۲۰۱۵ در زمان مبارزات انتخابات سراسری اسرائیل وویت با انتشار ویدئویی رای‌دهندگان اسراییلی را به انتخاب مجدد بنیامین نتانیاهو فراخواند. او افزود اوباما به اسراییل عشق نمی‌ورزد.
او در ۹ مارس ۲۰۱۶ از دونالد ترامپ برای کسب نامزدی حزب جمهوریخواه در انتخابات ۲۰۱۶ حمایت کرد و گفت «دانلد بامزه، سرزنده و شوخ و بی‌ادب است، ولی بیش از او صادق است... او تنها کسی است که می‌تواند انجامش دهد.»

## زندگی شخصی
او در یانکرز، نیویورک زاده شد و پدربزرگ و مادربزرگ پدری او مهاجرین اسلواک و پدربزرگ و مادربزرگ مادریش مهاجرین آلمانی بودند. برادر او چیپ تیلور خواننده و آهنگساز است. ویت در ۱۲ دسامبر ۱۹۷۱ با مارکلین برترند ازدواج کرد و صاحب دو فرزند به نام آنجلینا جولی و جیمز هیون است. ویت و برترند در سال ۱۹۷۶ از هم جدا شدند و در سال ۱۹۷۸ از یکدیگر طلاق گرفتند.

## فیلم‌شناسی
- کابوی نیمه‌شب - (۱۹۶۹)
- پایان بازی- (۱۹۷۵)
- بازگشت به وطن - (۱۹۷۸)
- قهرمان - (۱۹۷۹)
- قطار فرار - (۱۹۸۵)
- مخمصه - (۱۹۹۵)
- مأموریت غیرممکن (۱۹۹۶)
- دلال بیمه (۱۹۹۷)
- تحت تعقیب (۱۹۹۷)
- تیم اول دانشکده بلوز (۱۹۹۸)
- ژنرال - (۱۹۹۸)
- دشمن کشور - (۱۹۹۸)
- کشتی نوح - (۱۹۹۹)
- زولندر - (۲۰۰۱)
- حفره‌ها - (۲۰۰۳)
- پاپ ژان پل دوم (۲۰۰۵)
- تبدیل‌شوندگان (۲۰۰۷)
- جانوران شگفت‌انگیز و زیستگاه آن‌ها (۲۰۱۶)
- متفاوت مثل من (۲۰۱۷)